# Kazbek Tuaev
Kazbek Tuaev (en russe : Казбе́к Али́евич Туа́ев), né le 13 novembre 1940 à Alyat (en) (République socialiste soviétique d'Azerbaïdjan), est un footballeur soviétique. Depuis 1970, il s'est reconverti dans une carrière d'entraîneur.

## Biographie
Kazbek Tuaev joue en faveur du Neftchi Bakou et du Spartak Orjonikidze. Il dispute un total de 291 matchs en première division soviétique, inscrivant 61 buts. 
Il inscrit 14 buts lors de l'année 1966, ce qui constitue sa meilleure performance. La même saison, son équipe de classe troisième du championnat.
Kazbek Tuaev reçoit deux sélections en équipe d'Union soviétique en 1967. Il joue son premier match le 1er octobre 1967, en amical contre la Suisse (match nul 2-2 à Moscou). Il reçoit sa seconde sélection le 8 octobre 1967, en amical contre la Bulgarie (victoire 1-2 à Sofia).
Après avoir raccroché les crampons, il se lance dans une carrière d'entraîneur. Il dirige l'équipe d'Azerbaïdjan de 1995 à 1997, sur un total de onze matchs. Il prend part aux éliminatoires de l'Euro 1996 puis aux éliminatoires du mondial 1998.

## Statistiques
| Saison                | Club                  | Championnat           | Championnat | Championnat | Coupe(s) nationale(s) | Coupe(s) nationale(s) | Total | Total |
| Saison                | Club                  | Division              | M.          | B.          | M.                    | B.                    | M.    | B.    |
| 1959                  | Spartak Naltchik      | D2                    | 24          | 8           | -                     | -                     | 24    | 8     |
| 1960                  | Spartak Naltchik      | D2                    | 19          | 7           | -                     | -                     | 19    | 7     |
| 1961                  | Spartak Naltchik      | D2                    | 11          | 1           | 1                     | 0                     | 12    | 1     |
| Sous-total            | Sous-total            | Sous-total            | 54          | 16          | 1                     | 0                     | 55    | 16    |
| 1961                  | Neftianik Bakou       | D1                    | 12          | 4           | -                     | -                     | 12    | 4     |
| 1962                  | Neftianik Bakou       | D1                    | 31          | 3           | 1                     | 0                     | 32    | 3     |
| 1963                  | Neftianik Bakou       | D1                    | 38          | 11          | -                     | -                     | 38    | 11    |
| 1964                  | Neftianik Bakou       | D1                    | 31          | 1           | 1                     | 0                     | 32    | 1     |
| 1965                  | Neftianik Bakou       | D1                    | 29          | 4           | -                     | -                     | 29    | 4     |
| 1966                  | Neftianik Bakou       | D1                    | 34          | 14          | -                     | -                     | 34    | 14    |
| 1967                  | Neftianik Bakou       | D1                    | 33          | 7           | 5                     | 1                     | 38    | 8     |
| 1968                  | Neftchi Bakou         | D1                    | 22          | 7           | 3                     | 0                     | 25    | 7     |
| 1969                  | Neftchi Bakou         | D1                    | 19          | 4           | -                     | -                     | 19    | 4     |
| 1970                  | Neftchi Bakou         | D1                    | 2           | 1           | -                     | -                     | 2     | 1     |
| Sous-total            | Sous-total            | Sous-total            | 251         | 56          | 10                    | 1                     | 261   | 57    |
| 1970                  | Spartak Ordjonikidzé  | D1                    | 14          | 3           | -                     | -                     | 14    | 3     |
| 1971                  | Neftchi Bakou         | D1                    | 25          | 2           | 6                     | 1                     | 31    | 3     |
| Sous-total            | Sous-total            | Sous-total            | 39          | 5           | 6                     | 1                     | 45    | 6     |
| Total sur la carrière | Total sur la carrière | Total sur la carrière | 344         | 77          | 17                    | 1                     | 361   | 78    |